# Marjan Kropar
Marjan Kropar (ur. 31 sierpnia 1971) – jugosłowiański skoczek narciarski, srebrny medalista mistrzostw świata juniorów z 1989.
17 marca 1989 roku w Vang podczas mistrzostw świata juniorów został wicemistrzem świata w drużynie. Drużyna Jugosławii, która wystąpiła w składzie: Goran Janus, Marjan Kropar, Franci Petek i Primož Kopač, przegrała wówczas z zespołem austriackim.
W marcu 1990 wystartował w ostatnich w sezonie 1989/1990 zawodach Pucharu Świata w Planicy i zajął w nich 66. miejsce.

## Mistrzostwa świata juniorów
- Indywidualnie
  - 1988  Saalfelden – 21. miejsce
  - 1989  Hamar – 30. miejsce
- Drużynowo
  - 1987  Asiago / Gallio – 11. miejsce
  - 1988  Saalfelden – 8. miejsce
  - 1989  Hamar – srebrny medal[a]

## Puchar Świata

### Miejsca w poszczególnych konkursach indywidualnychPucharu Świata
| Źródło                                                                                       | Źródło      | Źródło      | Źródło      | Źródło  | Źródło  | Źródło     | Źródło                 | Źródło    | Źródło        | Źródło    | Źródło       | Źródło   | Źródło       | Źródło   | Źródło    | Źródło       | Źródło    | Źródło  | Źródło  | Źródło       | Źródło    | Źródło  | Źródło  | Źródło  | Źródło | Źródło | Źródło | Źródło | Źródło | Źródło | Źródło | Źródło | Źródło | Źródło | Źródło | Źródło | Źródło | Źródło | Źródło | Źródło | Źródło | Źródło | Źródło | Źródło | Źródło | Źródło | Źródło | Źródło | Źródło |
| -------------------------------------------------------------------------------------------- | ----------- | ----------- | ----------- | ------- | ------- | ---------- | ---------------------- | --------- | ------------- | --------- | ------------ | -------- | ------------ | -------- | --------- | ------------ | --------- | ------- | ------- | ------------ | --------- | ------- | ------- | ------- | ------ | ------ | ------ | ------ | ------ | ------ | ------ | ------ | ------ | ------ | ------ | ------ | ------ | ------ | ------ | ------ | ------ | ------ | ------ | ------ | ------ | ------ | ------ | ------ | ------ |
| Sezon 1987/1988                                                                              |             |             |             |         |         |            |                        |           |               |           |              |          |              |          |           |              |           |         |         |              |           |         |         |         |        |        |        |        |        |        |        |        |        |        |        |        |        |        |        |        |        |        |        |        |        |        |        |        |        |
| Thunder Bay                                                                                  | Thunder Bay | Lake Placid | Lake Placid | Sapporo | Sapporo | Oberstdorf | Garmisch-Partenkirchen | Innsbruck | Bischofshofen | Gallio    | Sankt Moritz | Gstaad   | Engelberg    | Lahti    | Lahti     | Meldal       | Oslo      | Planica | Planica | punkty       | punkty    | punkty  | punkty  | punkty  | punkty | punkty | punkty | punkty | punkty | punkty | punkty | punkty | punkty | punkty | punkty | punkty | punkty | punkty |        |        |        |        |        |        |        |        |        |        |        |
| -                                                                                            | -           | -           | -           | -       | -       | -          | -                      | -         | -             | -         | -            | -        | -            | -        | -         | -            | -         | 50      | 58      | 0            | 0         | 0       | 0       | 0       | 0      | 0      | 0      | 0      | 0      | 0      | 0      | 0      | 0      | 0      | 0      | 0      | 0      | 0      |        |        |        |        |        |        |        |        |        |        |        |
| Sezon 1988/1989                                                                              |             |             |             |         |         |            |                        |           |               |           |              |          |              |          |           |              |           |         |         |              |           |         |         |         |        |        |        |        |        |        |        |        |        |        |        |        |        |        |        |        |        |        |        |        |        |        |        |        |        |
| Thunder Bay                                                                                  | Thunder Bay | Lake Placid | Lake Placid | Sapporo | Sapporo | Oberstdorf | Garmisch-Partenkirchen | Innsbruck | Bischofshofen | Liberec   | Harrachov    | Oberhof  | Oberhof      | Chamonix | Oslo      | Örnsköldsvik | Harrachov | Planica | Planica | punkty       | punkty    | punkty  | punkty  | punkty  | punkty | punkty | punkty | punkty | punkty | punkty | punkty | punkty | punkty | punkty | punkty | punkty | punkty | punkty |        |        |        |        |        |        |        |        |        |        |        |
| -                                                                                            | -           | -           | -           | -       | -       | -          | -                      | -         | -             | -         | -            | -        | -            | -        | -         | -            | -         | 83      | 74      | 0            | 0         | 0       | 0       | 0       | 0      | 0      | 0      | 0      | 0      | 0      | 0      | 0      | 0      | 0      | 0      | 0      | 0      | 0      |        |        |        |        |        |        |        |        |        |        |        |
| Sezon 1989/1990                                                                              |             |             |             |         |         |            |                        |           |               |           |              |          |              |          |           |              |           |         |         |              |           |         |         |         |        |        |        |        |        |        |        |        |        |        |        |        |        |        |        |        |        |        |        |        |        |        |        |        |        |
| Thunder Bay                                                                                  | Thunder Bay | Lake Placid | Lake Placid | Sapporo | Sapporo | Oberstdorf | Garmisch-Partenkirchen | Innsbruck | Bischofshofen | Harrachov | Liberec      | Zakopane | Sankt Moritz | Gstaad   | Engelberg | Predazzo     | Predazzo  | Lahti   | Lahti   | Örnsköldsvik | Sollefteå | Raufoss | Planica | Planica | punkty |        |        |        |        |        |        |        |        |        |        |        |        |        |        |        |        |        |        |        |        |        |        |        |        |
| -                                                                                            | -           | -           | -           | -       | -       | -          | -                      | -         | -             | -         | -            | -        | -            | -        | -         | -            | -         | -       | -       | -            | -         | -       | 67      | 66      | 0      |        |        |        |        |        |        |        |        |        |        |        |        |        |        |        |        |        |        |        |        |        |        |        |        |
| Legenda                                                                                      |             |             |             |         |         |            |                        |           |               |           |              |          |              |          |           |              |           |         |         |              |           |         |         |         |        |        |        |        |        |        |        |        |        |        |        |        |        |        |        |        |        |        |        |        |        |        |        |        |        |
| 1 2 3 4-10 11-15 poniżej 15 q – zawodnik nie zakwalifikował się - – zawodnik nie wystartował |             |             |             |         |         |            |                        |           |               |           |              |          |              |          |           |              |           |         |         |              |           |         |         |         |        |        |        |        |        |        |        |        |        |        |        |        |        |        |        |        |        |        |        |        |        |        |        |        |        |